# Танюшевская волость
Танюшевская во́лость — историческая административно-территориальная единица Старобельского уезда Харьковской губернии с центром в слободе Танюшевка.
По состоянию на 1885 год состояла из 8 поселений, 8 сельских общин. Население — 3182 человек (1654 мужского пола и 1528 — женского), 517 дворовых хозяйств.
|                        | Площадь, десятин | В том числе пахотной, дес. |
| ---------------------- | ---------------- | -------------------------- |
| Сельских общин         | 5024             | 4182                       |
| Частной собственности  | 11270            | 10013                      |
| Казенной собственности | —                | —                          |
| Другой собственности   | 90               | 80                         |
| В целом                | 16384            | 14275                      |

Основные поселения волости по состоянию на 1885 год:
- Танюшевка (Березовая) — бывшая владельческая слобода при реке Айдар в 60 верстах от уездного города, 2044 человек, 365 дворовых хозяйств, православная церковь, школа, лавка, 3 ярмарки в год.
- Бурлом — бывшее собственническое село, 75 человек, 13 дворовых хозяйств, кирпичный завод.

Крупнейшие поселения волости по состоянию на 1914 год:
- слобода Танюшевка — 2638 жителей;
- слобода Шаровка — 1506 жителей;
- слобода Шпотино — 1123 жителя.

Старшиной волости был Ефим Васильевич Кваша, волостным писарем — Григорий Николаевич Коваленко, председателем волостного суда — Давид Николаевич Макаренко.